# محاصره عکا (۱۷۹۹)
محاصره عکا اقدام ناموفق ناپلئون بناپارت بین ماه‌های مارس تا مه سال ۱۷۹۹ برای تسخیر شهر عکا در امپراتوری عثمانی بود.
ناپلئون بناپارت سال ۱۷۹۸ مصر را به تسخیر خود درآورد. او سپس از ماه فوریه سال ۱۷۹۹ رو به شرق کرد تا به جنگ با امپراتوری عثمانی در سوریه ادامه دهد. ارتش فرانسه با ۱۳ هزار نفر و ۵۲ توپ، مقاومت ضعیف ترکان عثمانی را کنار زدند و روز ۷ مارس به یافا و سپس ۱۸ مارس به عکا رسیدند. نیروی از ترکان به رهبری احمد پاشا جزار از عکا دفاع می‌کرد. ناوگروهی متشکل از دو کشتی خط از نیروی دریایی بریتانیا به فرماندهی دریادار سیدنی اسمیت در حال پشتیبانی از آن‌ها بود. ناپلئون شهر را به محاصره گرفت. یک ماه بعد ستونی از نیروهای عثمانی از جنوب شرقی به عکا نزدیک می‌شد که ناپلئون با اعزام یک لشکر آن را دفع نمود. به هر صورت پادگان عکا در همچنان در برابر تلاش فرانسوی‌ها برای ورود به شهر مقاومت می‌کرد. در نهایت با شیوع طاعون در اردوگاه ناپلئون، او شب ۲۰ مارس محاصره را متوقف و به سمت مصر عقب‌نشینی کرد. در مجموع ۲٬۲۰۰ فرانسوی، از جمله ۱٬۰۰۰ تن در اثر بیماری، در این کارزار جان باختند.